# Isole Spratly
Le Isole Spratly (in tagalog: Kapuluan ng Kalayaan, in cinese: 南沙群岛,  in pinyin: Nánshā Qúndǎo;  in vietnamita: Quần Đảo Trường Sa), sono un arcipelago nel Mar Cinese Meridionale, giacente sul 10º parallelo, tra le coste delle Filippine, del Vietnam e del Brunei.

## Status politico
Ricco di giacimenti petroliferi nei suoi fondali, l'arcipelago è composto da una trentina di isolotti e una quarantina di atolli, tutti di ridottissime dimensioni. È un territorio fondamentalmente inospitale, ma che desta grande interesse da parte degli Stati del sud-est asiatico per le sue risorse energetiche e per il suo interesse strategico; le sue isole sono infatti contese tra Vietnam, Filippine, Cina, Malaysia, Taiwan e Brunei.
Le Filippine hanno la porzione più estesa delle Spratly, mentre il Vietnam occupa il maggior numero di isole.
Attualmente sono numerose le concessioni rilasciate dal Vietnam a compagnie petrolifere occidentali e statunitensi per l'estrazione del greggio. Anche la Cina ha rilasciato delle concessioni alla statunitense Crestone Energy Corporation.

### Isole artificiali cinesi
Secondo le rilevazioni dei satelliti della DigitalGlobe e pubblicate sulla pagina web della Asia Maritime Transparency Initiative del Center for Strategic and International Studies di Washington a giugno del 2015, la Cina aveva praticamente ultimato una pista d'atterraggio da 3 km costruita sull'isola artificiale, a sua volta creata dal nulla con sabbia, cemento e ferro dagli stessi cinesi, sulla barriera corallina conosciuta come Fiery Cross Reef, nochè ha costruito una base navale sull'isolotto denominato Subi Reef. L'azione ha suscitato le proteste degli USA e di tutti i paesi che avanzano pretese sull'area. Nell'ottobre 2015 l'Amministrazione USA ha deciso di far effettuare alla US Navy una serie di pattugliamenti ravvicinati agli isolotti artificiali cinesi al limite delle 12 miglia nautiche, decisione che rappresenta un vero guanto di sfida nei confronti della Cina.

## Geografia

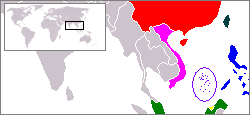
Isole Spratly

Le Spratly occupano un totale di 5 km² di terraferma e sono costituite da un centinaio di isole e isolotti sparsi in un'area di 410.000 km² del Mar Cinese Meridionale.
La suddivisione territoriale de facto è così realizzata:
- Vietnam, provincia di Khanh Hoa: 7 isole, 16 reef, 3 banchi (<0,40 km²)
- Cina, provincia di Hainan: 8 atolli (0 km²)
- Filippine, provincia di Palawan: 7 isole, 2 reef (0,84 km²)
- Malaysia, stato di Sabah: 1 isola artificiale, 5 reef, 1 banco sabbioso (0,06 km²)
- Repubblica di Cina (Taiwan), municipalità di Kaohsiung: 1 isola, 1 reef (0,46 km²)
- Brunei: 1 reef

Altre aree disabitate risultano controllate dalle Filippine, ma sono contese, altre ancora non sono occupate né controllate da alcuno Stato e risultano di ambigua assegnazione.
     Filippine
     Repubblica di Cina (Taiwan)
     Repubblica Popolare Cinese
     Vietnam
     Malaysia
     Brunei
1 Scoglio Commodore
2 Isola Piatta
3 Scoglio Irving
4 Isola corallina Lankiam
5 Isola corallina Loait
6 Isola Loaita
7 Isola Nanshan
8 Isola corallina del Nordest
9 Banco di Ayungin
10 Isola Thitu
11 Isola West York
12 Isola Itu Aba/Taiping
13 Scoglio Zhongzhou
14 Scoglio Cuarteron
15 Scoglio Fiery Cross
16 Scogli Gaven
17 Scogli Hughes
18 Scoglio Johnson del Sud
19 Scoglio Mischief
20 Scoglio Subi
21 Isola corallina Amboyna
22 Scoglio Collins
23 Scoglio Ladd
24 Isola Namyit
25 Isola corallina Sand
26 Isola Sin Cowe
27 Isola corallina del Sudovest
28 Isola Spratly
29 Castello di Bombay
30 Scoglio Ardasier
31 Scoglio Dallas
32 Scoglio Erica
33 Scoglio Investigator
34 Scoglio Mariveles
35 Scoglio Swallow
36 Scoglio Louisa

## Letteratura
Nelle isole Spratly è ambientato il libro di Tom Clancy Quota periscopio, un saggio a cavallo tra fantapolitica e guerra.
Vengono citate anche nel libro di Jack Du Brul Operazione Vulcano.